# Jakob Georg Agardh
Jakob Georg Agardh (Lund, 8 de dezembro de 1813 - Karlstad, 11 de janeiro de 1901) foi um botânico, professor e político sueco.

## Biografia
Era filho do botânico e bispo Carl Adolph Agardh (1785-1859). Ingressou na Universidade de Lund em 1826, formou-se em 1829, obteve seu mestrado em 1832 e tornou-se professor associado de botânica em 4 de março de 1834. Depois, conferencista e demonstrador botânico em 10 de outubro de 1836, professor de botânica em 3 de dezembro de 1847 e professor ordinário da mesma disciplina em 8 de abril de 1854. Agardh renunciou ao cargo de professor em 23 de maio de 1879. Entre 1862-1863, também foi reitor da universidade.
Tal como seu pai, ele estudou principalmente as algas marinhas, em especial, as Cianobactérias. Escreveu "Species, genera et ordines algarum", considerada uma das obras clássicas da algologia, em seis volumes e 3 mil páginas, que publicou entre 1848-1901 - o último volume foi publicado algumas semanas após sua morte. Ele doou à universidade o herbário de algas dos dois Agardh, com aproximadamente 50 mil espécies e espécimes, bem como grande número dos chamados espécimes originais.
Tal como seu pai, Agardh também fez parte do Parlamento sueco e se interessou por economia. Foi plenipotenciário da Universidade de Lund no Riksdag (1862-63; 1865-66) e membro do Riksdag na segunda câmara da cidade de Lund (1867-1872); foi membro do comitê bancário (1865-66, 1867-72) e seu vice-presidente (1870-72); presidente do conselho municipal de Lund (1863-68); membro da comissão de moedas organizada para os três reinos nórdicos (agosto-setembro de 1872). Como membro do Riksdag, raramente se manifestava, às vezes sobre questões bancárias, nas quais era uma autoridade respeitada; como autor de moções, ele só se manifestou sobre questões que diziam respeito à Universidade de Lund.
Também foi membro e presidente de vários conselhos de bancos e membro de várias sociedades científicas e academias estrangeiras, incluindo a Academia das Ciências da Suécia, a Academia Leopoldina (1836), o Institut de France (1885), a Sociedade Lineana em Londres (1867) e membro honorário internacional da Academia Americana de Artes e Ciências (1878). Recebeu a Medalha Linneana (1867), doutorado honoris causa pela Universidade de Copenhague (1879) e detentor da ordem prussiana Pour le mérite. No octogésimo aniversário de Agardh, ele recebeu uma homenagem em texto de 67 botânicos de diferentes países. Ainda recebeu o Prêmio de Escritores de Letterstedt em 1886.
Casou-se em 24 de junho de 1848 com Margareta Helena Sofia Erika Meck (1829-1909).
A espécie Lupinus agardianus foi nomeada em sua homenagem, atualmente parte de Lupinus concinnus.[carece de fontes?]

## Obras
- Synopsis Generis Lupini Agardh, Jacob Georg.
- Desiderata concerning Horto academico HauniensiAgardh, Jacob Georg. Copenhaga, (1842).
- Species genera et ordines algarum, seu descriptiones succintae specierum generum et ordinum, quibus algarum regnum constituitur Agardh, Jacob Georg. C.W.K. Gleerup, 3 volumes. Lundae. (1848-1880).
- Theoria systematis plantarum; accedit familiarum phanerogamarum in series naturales dispositio, secundum structurae normas et evolutionis gradus instituta Agardh, Jacob Georg.Apus C.W.GK. Gleerup. Lundae. (1858).
- Synopsis algarum Scandinaviee edjecta dispositione universali algarum  Agardh, Jacob Georg. Berlingiana. Lundae.(1817).